# الدوري الأدرياتيكي 2012–13
الدوري الأدرياتيكي 2012–13 (بالصربية: Јадранска лига у кошарци 2012/13.)‏ هو الموسم 12 من  الدوري الأدرياتيكي. أقيم خلال الفترة 19 سبتمبر 2012 وحتى 27 أبريل 2013، وأشرف على تنظيمه اتحاد الدوريات الأوروبية لكرة السلة ‏، وكان عدد الأندية المشاركة فيه  14، وفاز فيه نادي بارتيزان لكرة السلة.